# 貝克湖 (努納武特)

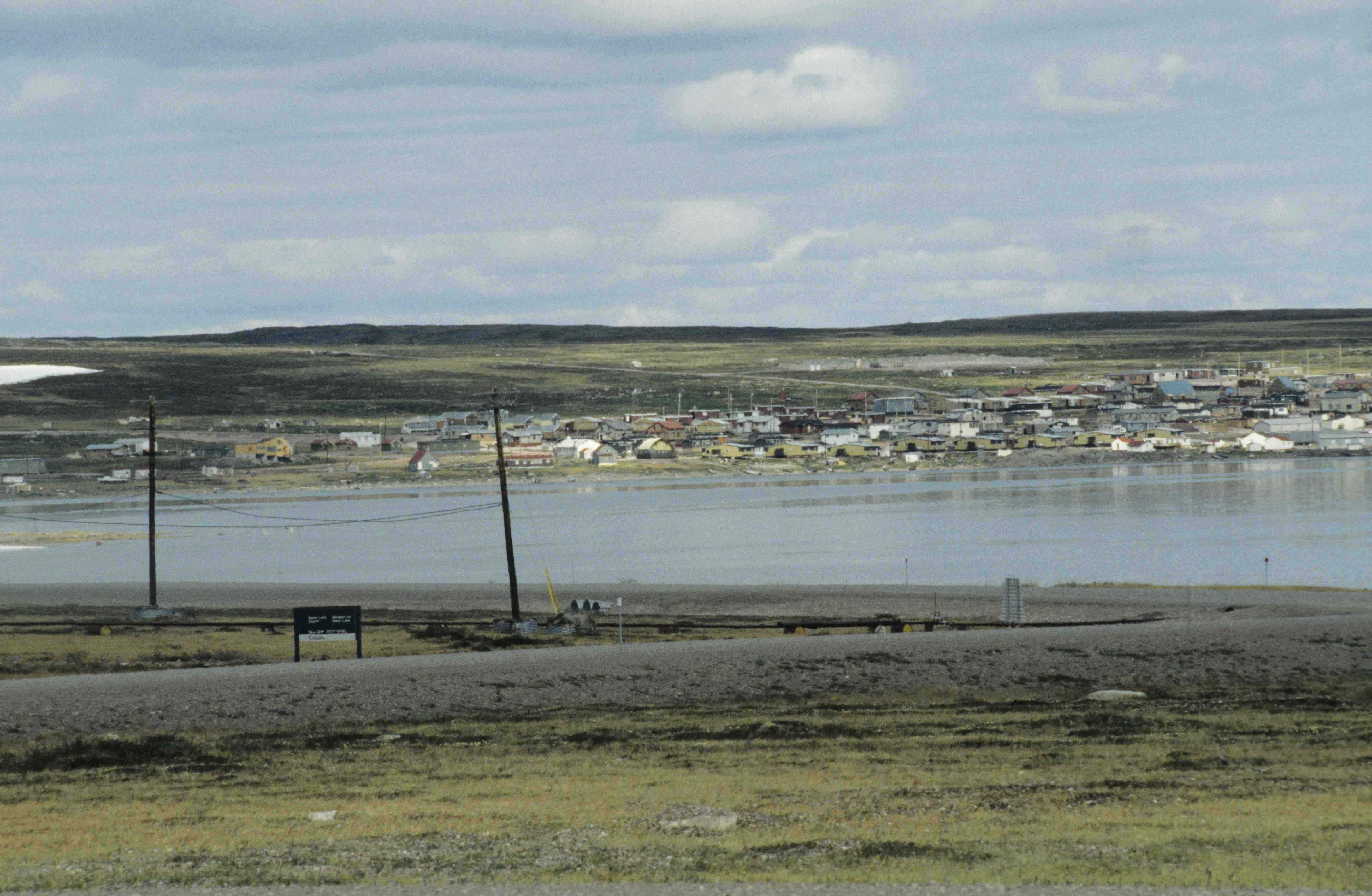

貝克湖是加拿大努納武特基瓦里奇地區的湖泊，位於哈德森灣以西150公里，面積1,783平方公里，島嶼面積104平方公里，海拔高度2米，該湖在夏季成為釣魚的熱門地點。

## 外部連結
- Hamlet of Baker Lake （英文）
- Atlas of Canada, Lakes of Nunavut（页面存档备份，存于） （英文）

64°09′00″N 95°30′00″W / 64.15000°N 95.50000°W